# 介文汲
介文汲（英語：Dale Jieh Wen-chieh，1957年11月9日—），中華民國政治人物、已退休外交官，中國國民黨籍，曾任駐紐西蘭代表（大使級），畢業於國立政治大學公行系學士、國立政治大學外交研究所碩士、比利時布魯塞爾自由大學國際關係系雙碩士。

## 早年經歷

### 家庭背景
父親介景新為河南省汲縣（现卫辉市）人，南京中央大學法律系畢業。母親李家寶江蘇省漣水縣人，重慶大學會計系畢業。父母親於南京市結婚一個月後於1949年隨中華民國政府來台。
介文汲在家中排行老四，於1957年11月9日出生於台北市。
介文汲與當時為華航空服員的妻子陳香蘋於1986年在台北結婚，婚後育有二女。

### 成長背景
介自出生到成長皆居於師大附中宿舍。父親白天在師大附中擔任國文老師，晚上則到中央日報擔任編輯。後來又擔任律師，并在文化大學、淡江大學教授法律課程。
介在小學、初中、大學皆為籃球校隊成员。大學四年級時獲得国立政治大学十項全能運動亞軍。大學與朋友組織合唱團，時常在校外演出。更曾於1980年獲選參加中華民國青年友好訪問團，曾赴美訪問兩個月宣揚中華傳統文化藝術，增進中華民國與國外學府間之友誼與合作，并促進文化交流及宣慰僑胞。

## 資歷

### 職任
- 駐紐西蘭代表
- 外交部研究設計會主任
- 經濟部經貿談判代表辦公室副總談判代表
- 常駐WTO代表團副常任代表
- 駐美堪薩斯辦事處處長
- 駐美代表處國會組組長、駐美代表處政治組組長
- 外交部國際組織司副司長
- 外交部部長室簡任秘書
- 駐歐盟兼駐比利時代表處歐盟事務組長
- 外交部國際組織司組長
- 外交部非洲司秘書
- 駐泰國代表處二等秘書
- 駐芝加哥辦事處三等秘書
- 外交部政務次長機要秘書
- 外交部薦任科員
- 外貿協會展覽處專員

### 著作
- 全球氣候變化之國際多邊談判
- 聯合國與國際人權保護

### 國際研討會參與
2014年6月4號適逢台灣關係法立法35週年，全美台灣同鄉聯誼會與美國智庫傳統基金會合辦「台灣經濟戰略地位研討會」。當時為外交部研究設計會主任的介文汲參與了研討並發表對如台灣加入跨太平洋夥伴協定（TPP）及區域全面經濟夥伴協定（RCEP）議題的看法。
2013年10月31號當時為經濟部經貿談判代表辦公室副總談判代表的介文汲在美國華盛頓特區的國際服務業產業研討會發表雙邊關係對美國和台灣至關重要的服務和投資問題主題演講。該會議總結為雙邊投資協議（Bilateral Investment Agreement）將為兩個經濟體的投資者提供更大的保障，對在彼此市場上投資的資本將得到充分保護。此結論得到在場美國參議員及美國眾議員的強烈支持。

### 國際會議參與
- 亞太經濟合作會議APEC領袖會議、部長會議、委員會議、工作小組會議
- 世界貿易組織WTO部長會議、DOHA回合談判會議、委員會會議
- 世界衛生組織WHO世界大會
- 血鑽石金伯利進程國際證書制度（Kimberley Process）國際會議
- 台美、台歐盟、台韓、台印度、台紐⋯⋯等雙邊經貿諮商會議
- 印度洋鮪魚公約年會

### 評價
- 美國民主黨眾議院議員林肯·戴維斯（英语：Lincoln Davis）於介文汲離任駐美代表處政治組長職務、調任駐堪薩斯處長之際，稱其以學者風度、溫暖的個性，及對議題的快速掌握著名，並稱其為「外交官中的外交官」。[4]
- 美國共和黨眾議員湯姆·譚奎多讚譽介文汲於台灣特殊外交處境中的表現。[5]

## 外部連結
- 介文汲的Facebook專頁